# 노 유스 포 어 네임
노 유스 포 어 네임(No Use for a Name)은 미국 캘리포니아주 새너제이 출신 펑크 록 밴드이다. 1987년 토니 슬라이와 로리 코프, Steve Papoutsis가 결성하였다.

## 역사
노 유스 포 어 네임은 1987년 새너제이에서 결성되었다. 이들은 음악 잡지 《맥시멈 로큰롤(Maximum RocknRoll)》의 1987년 컴필레이션 《Turn It Around》에 이들의 곡 〈Gang Way〉가 수록되면서 처음으로 소개되었다. 다음 해에 EP 《Let 'em Out》를 발매하였으며, 데뷔 음반 《Incognito》는 1990년 뉴 레드 아카이브를 통해 발매되었다. 1992년에 두 번째 음반 《Don't Miss the Train》을 발매하고 다음 해에 팻 렉 코드와 계약을 맺었다.
1995년 《Leche Con Carne》가 발매되고 나서 새로운 기타리스트와 베이시스트로 각각 크리스 시프렛과 맷 리들이 밴드에 합류하였다. 1997년에 발매한 《Making Friends》의 성공 이후에는 미국, 유럽, 오스트레일리아, 캐나다, 일본 등을 포함한 세계 투어 공연을 열기도 하였다. 크리스 시프렛은 1999년 푸 파이터스에 합류하면서 밴드를 탈퇴하였고, 그 자리는 데이브 네이시가 대신하게 되었다.
그 이후로, 1999년부터 2008년까지 네 장의 정규 음반을 발매하였으며, 2007년에는 베스트 음반을 발매하였다.
2012년 리드보컬 토니 슬라이가 갑작스럽게 사망하여 밴드 활동이 중단되었다

### 이전 멤버
- 토니 슬라이(Tony Sly) - 보컬, 기타
- 데이브 네이시(Dave Nassie) - 리드 기타
- 맷 리들(Matt Riddle) - 베이스 기타
- 크리스 레스트(Chris Rest) - 리드 기타
- 로리 코프(Rory Koff) - 드럼
- 크리스 시프렛(Chris Shiflett) - 기타(현재 푸 파이터스의 멤버)
- 더그 저드(Dugg Judd)
- 크리스 닷지(Chris Dodge)
- 로빈 페퍼(Robin Pfefer)
- Steve Papoutsis

## 음반 목록

### 정규 음반
- 《Incognito》(1990년)
- 《Don't Miss the Train》(1992년)
- 《The Daily Grind》(1993년)
- 《Leche Con Carne》(1995년)
- 《Making Friends》(1997년)
- 《More Betterness!》(1999년)
- 《Hard Rock Bottom》(2002년)
- 《Keep Them Confused》(2005년)
- 《The Feel Good Record of the Year》(2008년)

### 컴필레이션 음반
- 《The NRA Years》(2000년)
- 《All the Best Songs》(2007년)

### 라이브 음반
- 《Live in a Dive》(2001년)